# William Lindsay Alexander
William Lindsay Alexander (Leith, 24 de agosto de 1808 – Musselburgh, 20 de dezembro de 1884) foi um teólogo e líder religioso escocês.

## Biografia
Alexander nasceu em Leith, um distrito municipal localizado ao norte da cidade de Edimburgo na Escócia, filho de William Alexander, um comerciante de vinhos, e de Elizabeth Lindsay. Fez seu ensino médio em sua cidade natal e depois estudou nas universidades de St Andrews e Edimburgo, onde ganhou reconhecimento por sua erudição clássica. Ingressou na Academia de Teologia de Glasgow, sob a direção de Ralph Wardlaw, em setembro de 1827, mas em dezembro do mesmo ano, deixou-a para se tornar tutor clássico na Academia Teológica de Blackburn (mais tarde Lancashire Independent College), no noroeste da Inglaterra. Permaneceu em Blackburn até 1831, lecionando literatura bíblica, metafísica, grego e latim.
Após visitas curtas à Alemanha e Londres, foi convidado a retornar para Edimburgo, em novembro de 1834 para tornar-se ministro da igreja da North College Street (depois Argyle Square), uma igreja independente, que havia surgido em 1802 fora do movimento evangélico associada aos irmãos Haldane, Robert e James. Quando a igreja vendeu sua propriedade para o governo para a construção do Museu Nacional da Escócia, a congregação de Alexander transferiu-se para a Queen Street Hall até 1861, quando a nova igreja foi concluída na George IV Bridge, rebatizada de Igreja Agostiniana por causa da forte influência agostiniana, embora independente, nos sermões de Alexander. Deliberadamente colocou de lado a ambição de se tornar um orador de púlpito em favor da prática da exposição bíblica, que investiu com charme e imponência. Em 1836 se tornou um dos editores da Congregational Magazine, para a qual contribuiu com artigos sobre literatura bíblica e teologia, e sobre a controvérsia "voluntária". Em 1840, proferiu a Palestra Congregacional em Londres sobre a "Conexão e Harmonia do Antigo e Novo Testamentos".
Alexandre teve um papel ativo na controvérsia "voluntária" que resultou no Cisma de 1843, mas manteve também visões amplas e católicas das relações espirituais entre os diferentes setores da igreja cristã. Em 1845 visitou a Suíça, com o objetivo especial de se informar sobre a vida religiosa das igrejas locais. Publicou um relato de sua viagem no livro, Switzerland and the Swiss Churches, que levou a uma troca de correspondências entre as igrejas suíças e escocesas. Em 1845 recebeu o grau de Doutor em Divindade (D.D.) da Universidade de St Andrews.
Em 1861, assumiu a editoria da terceira edição da Biblical Encyclopaedia, de John Kitto, com o entendimento de que todo o trabalho deveria ser cuidadosamente revisto e atualizado. Em janeiro de 1870, se tornou um dos revisores da comissão de revisão do Antigo Testamento, e pela sua completa erudição bíblica prestou excepcionais serviços ao conselho. Gostava do trabalho e dedicou muito tempo a ele pelos próximos catorze anos. Em 1877, tornou-se diretor do Edinburgh Theological Hall, cargo que ocupou até sua morte, apesar de muitas ofertas alternativas.
Em 1867, ele foi eleito membro da Sociedade Real de Edimburgo. Seu endereço é então dado como Pinkie Burn em Musselburgh. Serviu como seu vice-presidente de 1873 a 1878 e de 1880 a 1884.
Morreu na Pinkieburn House em Musselburgh e está sepultado nas proximidades da igreja de Inveresk.

## Leituras adicionais
- Ross, James (1887) Life and Work of William Lindsay Alexander.
- Murray, Abijah (1911) The Story of Augustine Church 1802-1877, Oliver e Boyd.